# Potoczino (stacja kolejowa)
Potoczino (ros. Поточино) – stacja kolejowa w miejscowości Potoczino, w rejonie oriechowsko-zujewskim, w obwodzie moskiewskim, w Rosji. Położona jest na Wielkim Pierścieniu Kolei Moskiewskiej.